# Circuitul Spa-Francorchamps
Circuitul Spa Francorchamps este un circuit de curse auto din Belgia.

Harta Circuitului